# Other Voices
Other Voices (с англ. — «Иные голоса») — седьмой студийный альбом американской рок-группы The Doors, выпущенный в декабре 1971 года. Первый диск, записанный после смерти Джима Моррисона — вокалиста и лидера группы. Вокальные партии взяли на себя клавишник Рэй Манзарек и гитарист Робби Кригер.
Запись альбома началась еще до смерти Моррисона, и группа надеялась, что Моррисон вернётся из Парижа и запишет свои партии.

## Список композиций
Авторство песен альбома — The Doors (Денсмор, Кригер, Манзарек).
| №  | Название                                                     | Автор(ы)        | Длительность |
| -- | ------------------------------------------------------------ | --------------- | ------------ |
| 1. | «In the Eye of the Sun» (В глазах солнца)                    | Манзарек        | 4:48         |
| 2. | «Variety is the Spice of Life» (Соль жизни — в разнообразии) | Кригер          | 2:50         |
| 3. | «Ships w/ Sails» (Парусники)                                 | Кригер/Денсмор  | 7:38         |
| 4. | «Tightrope Ride» (Хождение по канату)                        | Манзарек/Кригер | 4:15         |
| 5. | «Down on the Farm» (На ферму)                                | Кригер          | 4:15         |
| 6. | «I’m Horny, I’m Stoned» (Гормоны играют, я никакой)          | Кригер          | 3:55         |
| 7. | «Wandering Musician» (Бродячий музыкант)                     | Кригер          | 6:25         |
| 8. | «Hang on to Your Life» (Держись за свою жизнь)               | Манзарек/Кригер | 5:36         |

## Участники записи
- Рэй Манзарек — вокал, клавишные.
- Робби Кригер — вокал, гитара, гармоника.
- Джон Денсмор — ударные.

Приглашённые музыканты
- Jack Conrad — бас-гитара в «In the Eye of the Sun», «Variety Is the Spice of Life» и «Tightrope Ride»
- Jerry Scheff — бас-гитара в «Down On The Farm», «I’m Horny, I’m Stoned» и «Wandering Musician»
- Wolfgang Melz — бас-гитара в «Hang on to Your Life»
- Ray Neapolitan — бас-гитара в «Ships w/Sails»
- Willie Ruff — акустический бас в «Ships w/Sails»
- Francisco Aguabella — перкуссия в «Ships w/Sails» и «Hang on to Your Life»
- Emil Richards — маримба, kickshaws и whimwhams в «Down on the Farm»